# شركة ليبيا للتأمين
شركة ليبيا للتأمين هي شركة تأمين ليبية، تعمل في مجال التأمين وإعادة التأمين. تأسست سنة 1964 برأس مال وقدره مائة ألف جنيه ليبي ومقرها الرئيسي في مدينة طرابلس - شارع صنعاء المتفرع من شارع أول سبتمبر - عمارة الأمان.

## رأس مال الشركة
- هي شركة تأمين وطنية ليبية تأسست سنة 1964 برأس مال وقدره (100,000) مائة ألف جنيه ليبي لتكون بذلك أول شركة تأمين وطنية تؤسس وتسجل في ليبيا.
- سنة 1971 آلت ملكية الشركة بالكامل للدولة الليبية وتم رفع رأس مالها إلى مليون دينار ليبي.
- في سنة 1981 تم رفع رأس المال إلى (2,000,000 د.ل) مليونَي دينار ليبي.
- في سنة 1989 تم رفع رأس المال إلى (30,000,000 د.ل) ثلاثون مليون دينار ليبي.
- في سنة 2000 ضمت هيئة التأمين الطبي إلى شركة ليبيا للتأمين، ورفع رأسمال المال إلى (50,000,000 د.ل) خمسين مليون دينار ليبي.
- في سنة 2008 تمت خصخصة الشركـة ورفع رأس المال إلى (70,000,000 د.ل) سبعون مليون دينار ليبي، مدفوع بالكامل لتكون بذلك وتظل أكبر شركة تأمين عاملة بالسوق الليبي.
- تصل أصول الشركة إلى قرابة 400 مليون دينار ليبي.

## خدمات الشركة
1. تأمينات البحري
2. تأمينات الحريق
3. تأمينات الطيران
4. التأمينات العامة
5. التأمين الصحي
6. تأمينات الأشخاص والادخار
7. تأمينات السيارات
8. إعادة التأمين
9. التأمين الطبي
10. فرع التأمين التكافلي (يزاول أنواع التامين وفق الشريعة الاسلاميه وقد عدلت شروط وثائقه من قبل اللجنة الشرعية بالفرع.

## مساهمات الشركة
- المساهمات الداخلية كالتالي:

1. مصرف التجارة والتنمية.
2. مصرف الإجماع العربي.
3. مصرف الوحدة.
4. مصرف الصحارى.
5. مصرف الادخار والاستثمار العقاري.
6. مصرف السرى للتجارة والاستثمار.
7. سوق المال الليبي.
8. طيران البراق.
9. شركة الوسيط المباشر للوساطة المالية.

- مساهمات الشركة الخارجية:

1. الشركة العربية لإعادة التأمين.
2. الشركة الأفريقية لإعادة التأمين.
3. شركة النجمة الوطنية لإعادة التامين.
4. المنظمة الأفريقية للتأمين.
5. معهد التأمين العربي.
6. المجمع الأفرو أسيوي للطيران.
7. الصندوق العربي لتأمين أخطار الحرب.

## وصلات خارجية
- شركة ليبيا للتأمين في سطور - موقع شركة ليبيا للتأمين
- موقع هيئة الإشراف على التأمين الليبية
- شركة ليبيا للتأمين - موقع بنك معلومات التأمين العربي